# Jordi Lluís de Solms-Rodelheim
Jordi Lluís de Solms-Rodelheim (en alemany Ludwig zu Solms-Rödelheim-Rödelheim) va néixer a Rödelheim (Alemanya) el 20 de setembre de 1664 i va morir a la mateixa ciutat el 25 de novembre de 1716. Era fill del comte  Joan August (1623-1680) i d'Elionor Bàrbara de Cratz-Scharffenstein (1629-1680).

## Matrimoni i fills
El 12 de gener de 1696 es va casar a Hamburg amb Carlota Sibil·la d'Ahlefeldt-Langeland (1672-1726), filla del comte Frederic d'Ahlefeldt (1623-1686) i de Maria Elisabet de Leiningen-Dagsburg-Hardenburg (1648-1724). El matrimoni va tenir cinc fills:
- Frederic August (1696-1716)
- Sofia Guillemina nascuda i mort el 1699
- Lluïsa Carlota (1700-1703)
- Caterina Polyxena (1702-1765), casada amb Cristià Carles Reinhard de Leiningen-Dagsburg-Falkenburg (1695-1766).
- Lothar Guillem (1703-1722)